# Molly Petersová
Molly Petersová (15. března 1942, Walsham-le-Willows, Suffolk – 30. května 2017) byla anglická herečka. Začínala jako modelka a pro film ji objevil filmový režisér Terence Young.
Jako mladá porodila dceru, kterou dala k adopci. Později se vdala a žila se svým manželem v Ipswichi v Suffolku. Měli syna, který již zemřel. V roce 2011 utrpěla mírnou mrtvici.
V šedesátých letech se objevila v několika filmech. Její nejznámější role byla Bond girl Patricia Fearingová (Pat) ve filmu Thunderball (1965), osteopatka, která se stará o Jamese Bonda (Sean Connery) při jeho dovolené na zdravotní klinice. Molly byla první Bond girl, která se v sérii objevila zcela svlečená.
Petersová se objevil v listopadovém vydání časopisu Playboy v roce 1965. Její snímek byl součástí obrazové eseje s názvem "Dívky Jamese Bonda", kterou napsal Richard Maibaum.
Podle speciální edice DVD k filmu Thunderball její krátká filmová kariéra byla výsledkem neshody mezi ní a jejím agentem, jejíž specifika nebyla odhalena. Podle Petersové její agent ji v době Thunderballu vázal podle smluvní dohody k reprezentaci megaúspěšného čtvrtého filmu série o Jamesu Bondovi z roku 1965. Až o mnoho let později, když sláva filmu vybledla, její smluvní dohoda skončila a měla tak nějaké vyhlídky na modeling nebo role ve filmu.

## Filmografie

### Film
- Peter Studies Form (1964), Mollie Peters
- Thunderball (1965), Patricia Fearing
- Das Geheimnis der gelben Mönche (Německo, 1966), Vera
- Das Experiment (Německo, 1966), mladá dívka
- The Naked World of Harrison Marks (1967), hrála sebe samu
- Don't Raise the Bridge, Lower the River (1968), Heathsova sekretářka, poslední filmová role

### Televize
- Armchair Theatre (britský TV seriál, v jedné epizodě, 1967), Waitress
- Baker's Half-Dozen (britský TV seriál, 1967, několik epizod), děvče